# Lake Street Dive
 (octobre 2014).
Lake Street Dive est un groupe de jazz indie et de soul, fondé  en 2004 à Boston, au Massachusetts. Le groupe se compose de Rachael Price (en) (voix principale), Mike « McDuck » Olson (trompette, guitare), Bridget Kearney (contrebasse) et Mike Calabrese (batterie). Les musiciens se sont rencontrés pendant leurs études au New England Conservatory of Music à Boston. L'appellation du groupe est inspirée par une rue de Minneapolis, ville natale de Mike Olson, bordée d'un grand nombre de bars populaires (dive bars). Basé à Brooklyn, le groupe se produit intensivement en Amérique du Nord et en Europe.

## Biographie
Selon Raychole et Msmcduck, « l'idée initiale (2004) était de créer un "groupe de country libre", musique country interprétée en toute liberté. Ce concept a été rapidement abandonné au profit de quelque chose qui finalement s'est avéré sonner super bien. Mais les racines subsistent. » En 2005, Lake Street Dive présente une chanson écrite par Bridget Kearney au concours John Lennon Songwriting Contest. Bridget Kearney remporte le prix pour la catégorie jazz. La récompense (financière et 1 000 CD) permet au groupe d'enregistrer son tout premier album en 2006, In This Episode.... En 2010, ils auto-produisent un nouvel enregistrement intitulé Promises, Promises ainsi qu'une vidéo de concert live filmée au Lizard Lounge de Boston. Ils signent alors avec le label Signature Sounds Recordings, le premier à faire paraître Lake Street Dive en 2011.
Courant 2012, le quatuor décide de s'engager formellement en tant que groupe et dans des tournées de concerts. Bridget Kearney quitte ses formations musicales parallèles pour se centrer sur Lake street Dive. En novembre 2012, ils entrent en studio pour enregistrer un album et quelques singles. En 2013, ils donnent plus de 150 concerts dans plus de 120 villes différentes, réparties dans 32 états et 8 pays We Love All The Same Songs... We Sing Along in The Car (« Nous aimons tous les mêmes chansons... Nous chantons ensemble en voiture ») est le premier vers de l'unique chanson qu'ils ont coécrite tous ensemble et qui relate leur vie en tournée.
La vidéo YouTube de leur reprise de la chanson I Want You Back des Jackson 5, enregistrée avec un simple micro au coin d'une rue de Brighton, Massachusetts, attire l'attention du plus grand nombre. Leur prestation au FreshGrass Festival de 2013 est filmée sous la direction du célèbre collectif audiovisuel Mason Jar Music (en) de Brooklyn. En décembre 2013, T-Bone Burnett les sollicite pour jouer lors du spectacle Another Day, Another Time donné au théâtre The Town Hall. Ce spectacle présente la musique du film des frères Coen, Inside Llewyn Davis.
La chanteuse Rachael Price (en) étant sous contrat avec un label tiers, Claire Vision, le groupe ne peut sortir ni nouvel album ni les chansons enregistrées en novembre 2013. Fin 2013, un accord est trouvé. Février 2014, Lake Street Dive annonce la sortie de leur album Bad Self Portraits. Le groupe repart en tournée. De nombreux festivals les accueillent dont le Newport Jazz Festival. La tournée de sortie de leur album Bad Self Portrait affiche complet dans 40 salles dès le début 2014. En outre, la sortie de l'album propulse le groupe vers les programmes de télévision populaires américains, The Colbert Report, The Late Show avec David Letterman, et The Ellen DeGeneres Show.

## Influences
Tous les membres du groupes chantent et/ou jouent d'un ou de plusieurs instruments de musique depuis l'école primaire. La plupart ont une formation classique et des parents musiciens. Chaque membre, en suivant son propre chemin, a migré vers le jazz quand ils se sont rencontrés. Cependant, le groupe indique qu'ils ont tous été influencés par la musique que leurs parents jouaient à la maison, une palette allant du jazz classique au rock 'n' roll en passant par la soul des sixties.
Tous déclarent adorer la discographie complète des Beatles. Bridget Kearney compose Hello? Goodbye! et le groupe interprète Don't Make Me Hold Your Hand, chacune de ces chansons semble être une fantaisie qui se réfère aux mélodies des Beatles. Mike Olson indique que le concept amour/vice de Paul McCartney dans les paroles du titre Got to Get You Into My Life inspire son écriture du titre You Go Down Smooth. Fun Machine, leur EP de reprises et de traditionnels d'Halloween donne un aperçu de leurs influences, un éventail mariant les The Mamas & the Papas, ABBA, The Drifters, Fleetwood Mac, Hall and Oates, The Jackson Five et Paul McCartney.
Le groupe décrit parfois sa musique comme pop-y, « vaguement tendance pop » ou swing-ish, « à peu près swing », avec une touche de jazz. « Nous voulons qu'elle sonne comme si les Beatles et Motown faisaient la fête ensemble », indique le batteur Mike Calabrese. Les critiques décrivent leur musique comme « s'ils étaient le groupe pop favori de Llewyn Davis ; le croisement jazzy entre Motown et Brill Building, débordant de soul, le désir d'être un top de hit parade des sixties. »
Avec leur récente hausse de popularité, leur public exerce une influence sur leurs interprétations. Ils ont littéralement débuté en jouant devant une salle vide pour parvenir à un public de fans qui chante avec eux chacune de leurs chansons. « Nous reflétons [l'énergie de la foule] sur scène, nous cherchons quel type d'énergie transmettre à la foule. Pour la première fois, nous sentons que nous pouvons modeler l'énergie d'une salle. »

## EP et albums
- In This Episode (2006)
- Promises, Promises (2007)
- Live At the Lizard Lounge (vidéo) (2010)
- Lake Street Dive (S/T) (2011)
- Fun Machine (2012)
- Bad Self Portraits (2014)
- Free Yourself Up (2018)

## Membres
- Rachael Price (en) — chant lead, ukulélé, guitare
- Mike Olson — trompette, guitare, voix
- Bridget Kearney — contrebasse, voix
- Mike Calabrese — batterie, voix